# Prionus integer
Prionus integer là một loài bọ cánh cứng trong họ Cerambycidae.